# Библиография Бориса Ручьёва
Опубликованные произведения Бориса Ручьёва и литература о нём.

## Книги
1. 1933 — Вторая родина. — Свердловск, Уралогиз. — 70 с., 3 000 экз.
2. 1934 — Вторая родина. — Москва, «Советская литература», под редакцией Э. А. Багрицкого и А. А. Суркова.- 76 с., 3 000 экз.
3. 1958 — Лирика. — Челябинск, Челябинское книжное издательство, 168 с. Тираж: 10 000 экз.
4. 1960 — Красное солнышко (стихи и поэмы). — Москва, «Советский писатель», 142 с., 4 000 экз.
5. 1960 — Проводы Валентины (стихи). — Москва, «Правда», библиотека журнала «Огонёк», 1960, № 13., 32 с., 150 000 экз.
6. 1961 — Прощание с юностью (стихи и поэмы). — Свердловск, Средне-Уральское книжное издательство., 104 с., 5 000 экз.
7. 1963 — Любава (поэма). — Москва, «Молодая гвардия», 96 с. Редактор: Д. Ковалёв. Художник: В. Авдеев. Тираж: 10000 экз.
8. 1963 — Избранное (стихи и поэмы). — Челябинск, Челябинское книжное издательство, 292 c. Предисловие В. Друзина. Тираж: 20 000 экз.
9. 1964 — Магнит-гора (избранные стихи и поэмы). — Москва, «Молодая гвардия», 220 с. Предисловие К. Кулиева. Тираж: 20 000 экз.
10. 1965 — Избранная лирика. — Москва, «Молодая гвардия», 31 с. Тираж: 160000 экз. Серия «Библиотека избранной лирики».
11. 1965 — Невидимка (поэма). — Челябинск, Южно-Уральское книжное издательство, 17 с. Художник: Г. Перебатов. Тираж: 20 000 экз.
12. 1966 — Любава (стихотворения и поэмы). — Москва, «Художественная литература», 183 с. Предисловие К. Ваншенкина. Тираж: 50000 экз.
13. 1967 — Поэмы. — Москва, «Советский писатель», 139 с. Художник: А. Сапожников. Тираж: 25 000 экз.
14. 1967 — Стихотворения. — Москва, «Художественная литература», 39 с. Тираж: 10 000 экз. Серия: «Россия — Родина моя» (библиотечка русской советской поэзии в 50 книжках).
15. 1968 — Красное солнышко (стихи и поэмы). — Москва, «Советская Россия», 160 с. Тираж: 50000 экз.
16. 1969 — Избранное. — Челябинск, Южно-Уральское книжное издательство, 161 с. Художник: Ю. Бунов. Тираж: 20000 экз. Серия «Уральская библиотека. Поэзия»
17. 1971 — Юность. — Москва, «Молодая гвардия», 128 с. Редактор: Б. Лозовой. Художник: Ю. Семёнов. Тираж: 50 000 экз.
18. 1972 — Магнит-гора (избранное). — Москва, «Современник», 159 с. Художники: В. Дианов, Э. Шагеев. Тираж: 25000 экз. Серия: Библиотека поэзии «Россия»
19. 1973 — Стихи. Поэмы. — Челябинск, Южно-Уральское книжное издательство., 282 с., 10 000 экз.
20. 1975 — Любава (поэма). — Москва, «Современник», 79 с. Художник: Э. Шагаев. Тираж: 50 000 экз.
21. 1976 — Соловьиная пора. — Челябинск, Южно-Уральское книжное издательство, 72 с. Тираж: 5 000 экз.
22. 1976 — Стихотворения и поэмы. — Москва, «Советская Россия», 238 с. Составитель и автор послесловия: Д. Старикова. Тираж: 50 000 экз.
23. 1978—1979 — Избранные произведения в 2-х томах. — Челябинск, Южно-Уральское книжное издательство, 295 и 231 с. Составители Л. Гальцева и Л. Ручьёва. Тираж: 100 000 экз.
24. 1981 — Стихи. — Москва, «Художественная литература», 174 с. Предисловие Л. П. Гальцевой. Тираж: 25000 экз. Серия «Библиотека современной поэзии».
25. 1987 — Красное солнышко (стихотворения и поэмы). — Свердловск, Средне-Уральское книжное издательство, 235 с. Предисловие Л. П. Гальцевой. Тираж: 25000 экз.
26. 1988 — Стихотворения. — Москва, «Советская Россия», — 14 с., 100 000 экз. (Поэтическая Россия — детям.)
27. 1989 — Любава (поэма). — Челябинск, Южно-Уральское книжное издательство, 133 с., 3 000 экз.
28. 1999 — Песня о брезентовой палатке (стихи). — Оренбург, «Димур», 167 с.
29. 2007 — Соловьиная пора (избранная лирика). — Магнитогорск, «Алкион», 64 с. Редактор: Н. Якшин. Тираж: 1000 экз. ISBN 978-5-88311-019-0. Серия «Литература Магнитки. Избранное» (выпуск 21, книга 1).

## Публикации (стихотворения, поэмы)
1. Стихотворения. — «Красный Курган» (Курган), 11 октября 1928.
2. В школе (стихотворение). — «Красный Курган» (Курган), 25 октября 1928.
3. Зима (стихотворение). — «Красный Курган» (Курган), 1 декабря 1928.
4. Стихи. — Рождение чугуна (стихи магнитогорских поэтов). — Уралогиз (Свердловск), 1932.
5. Атака (стихотворение). — «За Магнитострой литературы» (Магнитогорск), 1932, № 1.
6. Песня (стихотворение). — «За Магнитострой литературы» (Магнитогорск), 1932, № 2—3.
7. Стихотворения. — «Штурм» (Свердловск), 1932, № 4.
8. Стихи первому другу — Михаилу Люгарину (стихотворение). — «За Магнитострой литературы» (Магнитогорск), 1932, № 4—5.
9. Слово мастеру Джемсу (стихотворение). — «„Огонёк“ на Магнитострое» (Магнитогорск), май 1932.
10. Дополнение к анкете (стихотворение). — «За Магнитострой литературы» (Магнитогорск), 1932, № 7—8.
11. Артель-бригада (стихотворение). — «За Магнитострой литературы» (Магнитогорск), 1932, № 9—10.
12. Слово второй годовщины (стихотворение). — «Магнитогорский комсомолец», 26 октября 1932.
13. Стихи о первой родине (стихотворение). — «За Магнитострой литературы» (Магнитогорск), 1933, № 1.
14. Ровесники получают премии (стихотворение). — «Магнитогорский комсомолец», 15 февраля 1933.
15. Разговор бригадира бетонщиков Козлова с другом Василием Щукиным (стихотворение). — «За Магнитострой литературы» (Магнитогорск), 1933, № 2.
16. Зависть (поэма). — «За Магнитострой литературы» (Магнитогорск), 1933, № 3.
17. Песня о брезентовой палатке (стихотворение). — «Магнитогорский рабочий», 29 апреля 1933.
18. Песня о брезентовой палатке (стихотворение). — «Штурм» (Свердловск), 1933, № 7—8.
19. Свидание (стихотворение). — «Штурм» (Свердловск), 1933, № 9—10.
20. Песня о брезентовой палатке (стихотворение). — Урал. — Свердловск, Уралогиз, 1934.
21. Песня о страданиях подруги (поэма). — «За Магнитострой литературы» (Магнитогорск), 1934, № 1.
22. Песня о вечной заре (отрывок из поэмы «Калина Баев — крестьянский сын»). — «Уральский рабочий» (Свердловск), 10 января 1934.
23. Песня о страданиях подруги (поэма). — «Штурм» (Свердловск), 1934, № 2.
24. Биография песни (стихотворение). — «Магнитогорский комсомолец» (Магнитогорск), 6 марта 1934.
25. Любовь (стихотворение). — «За Магнитострой литературы» (Магнитогорск), 1934, № 3—4.
26. Звёзды падают дождём (стихотворение). — «Штурм» (Свердловск), 1934, № 4.
27. Любовь (стихотворение). — «Магнитогорский комсомолец» (Магнитогорск), 6 мая 1934.
28. Стихотворения. — «За Магнитострой литературы» (Магнитогорск), 1934, № 5.
29. Песня о страданиях подруги (поэма). — «Красная новь» (Москва), 1934, № 6.
30. Стихотворения. — «Штурм» (Свердловск), 1935, № 4—5.
31. Проводы Валентины (стихотворение). — «Челябинский рабочий», 24 мая 1936.
32. Снова песня про сыву зозулю (стихотворение). — «Сталинская смена» (Челябинск), 18 июня 1936.
33. Стихи. — Стихи и проза (альманах). — Челябинск, 1937.
34. По земле бредёт зверь (стихотворение). — «Челябинский рабочий», 1 января 1937.
35. По земле бредёт зверь (стихотворение). — «Тагильский рабочий» (Нижний Тагил), 30 января 1937.
36. Тополь (стихотворение). — «Пролетарская мысль» (Златоуст), 16 января 1937.
37. Обоянка (стихотворение). — «Челябинский рабочий», 1 марта 1937.
38. Девушки-подружки (стихотворения). — «Пролетарская мысль» (Златоуст), 12 марта 1937.
39. Лесник (отрывок из поэмы «Алёнушка»). — «Пролетарская мысль» (Златоуст), 30 июля 1937.
40. Стихотворения. — «Южный Урал» (Челябинск), 1957, № 2—3.
41. Невидимка (поэма). — «Урал» (Свердловск), 1958, № 5.
42. Наш комсомольский горком (стихотворение). — «Магнитогорский рабочий», 29 октября 1958.
43. Весна Магнитостроя (отрывок из поэмы «Любава»). — «Уральская новь» (Свердловск), 1959, № 2.
44. Четвёртый век (отрывок из поэмы «Любава»). — «Уральский следопыт» (Свердловск), 1959, № 5.
45. Прощание с юностью (поэма). — «Магнитогорский рабочий», 14 июня 1959.
46. Прощание с юностью (поэма). — «Москва» (Москва), 1959, № 9.
47. Стихотворения. — «Москва» (Москва), 1960, № 5.
48. Парень из тайги (стихотворение). — «Уральский следопыт» (Свердловск), 1961, № 1.
49. Весна Магнитостроя (отрывок из поэмы «Любава»). — «Урал» (Свердловск), 1961, № 10.
50. Любава (отрывок из поэмы). — «Урал» (Свердловск), 1962, № 8.
51. Любава (поэма). — «Москва» (Москва), 1962, № 8.
52. Стихи о далёких битвах (стихотворения). — «Литература и жизнь» (Москва), 25 ноября 1962.
53. Красное солнышко (на арабском яз., переводчик Джилли Абдель Рахман). — «Ал-Маса» (Каир), 11 марта 1964.
54. Вечный пламень (стихотворение). — «Правда» (Москва), 1967, 7 февраля.
55. Канун (отрывок из поэмы). — «Октябрь» (Москва), 1967, № 11.
56. Стихи. — Поэты литбригады. — Челябинск, Южно-Уральское книжное издательство, 1969, с. 38—63.
57. Стихи. — Строфы века. Антология русской поэзии. — Москва, 1999. Составитель Е. Евтушенко.
58. Стихи. — Область вдохновения. — Челябинск, 2004.

## Переводы на другие языки
- арабский язык
Джилли Абдель Рахман (Судан)
«Красное солнышко», 1964
- болгарский язык
Ижо Соколов (Болгария)
«Красное солнышко», 1968

## Публикации (статьи)
1. Открытое товарищеское письмо М. Люгарину. — «За Магнитострой литературы» (Магнитогорск), 1932, № 1.
2. Из выступления на II поэтическом совещании РАПП 17 апреля 1932 года. — «Урал» (Екатеринбург), 1974, № 4, с. 143—145.
3. Наш любимый писатель (о М. Горьком). — «Сталинская смена», 22 июня 1936.
4. По велению сердца. — «Магнитогорский рабочий», 15 сентября 1957.
5. Строже, зорче, беспокойнее (о стихах А. Головина). — «Челябинский рабочий», 30 ноября 1958.